# ミリエル司教

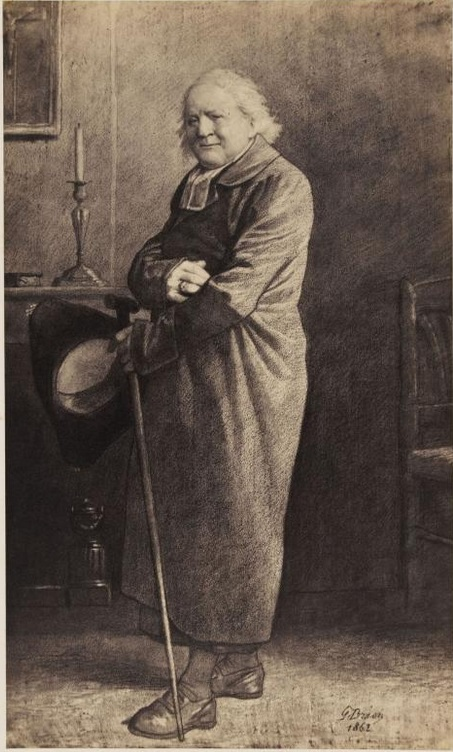
ミリエル神父（ギュスターヴ・ブリオン画）

シャルル・フランソワ・ビヤンヴニュ・ミリエル司教（ シャルル・フランソワ・ビヤンヴニュ・ミリエルしきょう、L'évêque Charles-François-Bienvenu Myriel, 1739年 - 1821年）とは、ヴィクトル・ユゴーの『レ・ミゼラブル』に登場する作中人物である。作中ではÉvêque Myriel エヴェック・ミリエルと呼ばれ、翻訳では一般にミリエル司教と表記される。あるいはMonseigneur Bienvenu 「ビヤンヴニュ氏（閣下）」とも。
『レ・ミゼラブル』の冒頭部分に登場する人物で、その慈愛に満ちた行為で主人公ジャン・バルジャンの人生を根底から変革する人で、レ・ミゼラブルという壮大な愛の物語の鍵となっている人物である。
ミリエル司教はフランスの南東に位置する、ディーニュという田舎街の司教である。
この作品で設定されている時代に実際にディーニュの司教であったのはFrançois-Melchior-Charles-Bienvenu de Miollis フランソワ・メルキオル・シャルル・ビヤンヴニュ・ドゥ・ミオリスという人物であり、この人物をモデルにしてヴィクトル・ユーゴーはミリエル司教という人物を描いたことが知られている。

## 作中での役割
レ・ミゼラブルという物語の原作はミリエル氏の人生に関する記述で始まる。彼は良い家柄の生まれで、若いころは勇猛果敢な人生を送ったらしいが、その後フランスで革命が起き、家は没落し、革命を避け妻とイタリアへと疎開している時に妻を亡くした。それが彼の心や人生にどのようなことを引き起こしたのかは定かではない。ただ判っているのは、彼はイタリアからフランスへと帰ってきた時には司祭になっていた、ということだけである。彼は無名の司祭であったが、ふとした偶然からナポレオンと知り合いになり、その結果 司教になったのである。彼はその後も、田舎によくいる、ごく普通の司祭、人々に共感する心に満ちた司祭として行動しつづけ、人々から「Monseigner Bienvenu」（＝“ようこそ”氏）と呼ばれるようになった。ミリエルは本当に世の人々のために力をつくす人で、自分の給料のわずか10分の1だけを残して、あとの残りは全て、恵まれない人々や教育を受けられない人々のために寄付していたのであった。また、新たに赴任した土地に大きな司祭館と小さな建物の病院があって小さな病院のほうが病人であふれるようになっている状態だと知ると、ミリエル氏は自分には大きな館は必要ない、と言って、大きな館と小さな建物を交換し、自分は小さな建物へと引っ越し、病人たちのために大きな館を提供したのであった。
ミリエル司教は誰のことも疑ったりせず、誰のことも恐れなかった。家のドアの閂（かんぬき）や錠前は取り去り、いつでも誰でも家に入ってこれるようにしていた。
ある夜のこと、ひとりのひどい身なりをした男（ジャン・バルジャン）が彼のところにやってきて、泊めてくれ、と頼んだ。ビヤンヴニュ氏は、男に名前もたずねず、まるで昔からの友人のように嬉しそうにジャン・バルジャンを招きいれ、彼に食事を提供した。ビヤンヴニュはこれと言って財産らしい財産は何も持っていなくて、あえて言えばせいぜい銀の食器くらいのものであったが、その銀の食器で彼に食事を提供し、もてなした。
この男ジャン・バルジャンは、自分のことを語ろうとしなかったが、実は刑務所から逃れてきたところであった。この男は、生まれてすぐに両親を亡くし、やがて青年期には姉の子7人を父親がわりに育てるようになった。貧しかったので、その甥や姪たちが腹をすかせても食べさせるものが無く、しかたなしに初めてパン屋でパンを盗んだところを逮捕されてしまい、おまけに子供らのために山で猟をしていたことまで密猟だとしてとがめられて、5年もの刑を宣告されツーロン刑務所に入れられた。愛する甥や姪に会えず、彼は刑務所の中で泣いた。彼は無口ではあったが、決して頭が悪いわけではなかった。犯した罪に比べて罰の重すぎることから、社会に疑念を抱き社会を憎むようになった。何度か脱獄を試みたが、そのたびに失敗し刑期が数年ずつ伸び、その結果19年も刑務所で過ごすことになってしまった。腹をすかせた甥や姪たちに食べ物を届けようとパンを盗んだことで19年もの刑…。19年の残酷な年月は、この男の心をすっかり憎悪の気持ち一色にしてしまっていた。ツーロン刑務所を抜け出した男は3日かけておよそ50kmほど歩きディーニュの街にやってきたところだが、この街でも何度もひどい目にあっていて、ミリエル司教から食事を提供されていくらか言葉を交わしたものの、あいかわらず疑心暗鬼のままであった。
ミリエル司教は食事の後には男をベッドへと案内した。ジャン・バルジャンは独りベッドに入って眼を閉じたものの、銀の食器のことが頭から離れず、ビヤンヴニュがその銀食器を枕元の棚に仕舞ったことも見ていたので、夜中に静かにビヤンヴニュ氏の枕元に近づいた。ジャン・バルジャンはミリエル司教の寝顔を見ることになったが、その顔の神々しさに圧倒された。ジャン・バルジャンはこっそりと銀食器を盗ると夜の闇の中へと走り去った。
しかしジャン・バルジャンはあまりにひどい身なりであったので、すぐに警官（憲兵）に不審者として見咎められ、その所持品にミリエル司教の銀の食器があったので、警官はミリエル司教の家へと連行した。警官はジャン・バルジャンの持っていた袋の中に銀食器があった、とミリエル司教に言う。しかしミリエル司教は、それは私がこの人に贈り物としてさしあげたものです、と言う。それどころか、なんとミリエル司教は、どうして燭台を持ってゆくのを忘れたのですか、とまで言って、ひと組の銀の燭台まで差し出したのであった。警官はしぶしぶ引き下がり立ち去った。警官がいなくなると、ミリエル司教はジャン・バルジャンに言った。
N'oubliez pas, n'oubliez jamais que vous m'avez promis d'employer cet argent à devenir honnête homme.（忘れないでください、決して忘れないでください、この銀器を使って真人間（オネトム）になるのだと、あなたが私に約束してくださったことを。）
そのような約束をした覚えのないジャン・バルジャンが当惑していると、ミリエル司教はさらに続けてこう言った。
Jean Valjean, mon frère, vous n'appartenez plus au mal, mais au bien. C'est votre âme que je vous achète; je la retire aux pensées noires et à l'esprit de perdition, et je la donne à Dieu.（ジャン・バルジャン、わが兄弟よ、あなたはもう悪に与する者ではありません、善に与する者です。私があなたから購うのはあなたの魂です。私は暗い思想と破滅の精神からあなたの魂を引き離し、神へお渡しするのです。）
... その後、ジャン・バルジャンは苦境を脱するために銀食器はお金に換えたものの、銀の燭台のほうは売ることはせず大切に持ちつづけた。
レ・ミゼラブルの物語ではその後もミリエル司教の名は数回登場する。ジャン・バルジャンは、この出来事の後、マドレーヌと名乗るようになり、市長となる。そして1821年のこと、ある地方紙の記事でミリエル司教が82歳にして亡くなったことを知る。
あの銀の燭台は彼の自宅の、いつでも見ることのできる、暖炉の棚の上に置いてある。
その数十年後、ジャン・バルジャンの波乱に満ちた人生の仕上げの段階に入り、臨終の時が近づいている。お手伝いから、司祭を（呼ぶことを）お望みですか？　と尋ねられると、ジャン・バルジャンは「私には司祭がいる…、ここに…」と言って上を指差した。実際 死の床にミリエル司教は同席していたのかも知れない、と小説のナレーションは語る。物語の最終箇所でも、ミリエル司教からの贈られた銀の燭台は何度も言及され、ジャン・バルジャンは蝋燭の輝きの中で息をひきとる。